# Larry Hopkins

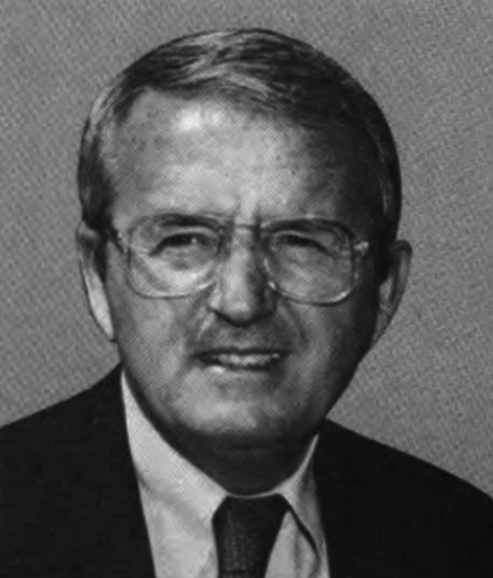
Larry Hopkins (1981)

Larry Jones Hopkins (* 25. Oktober 1933 in Detroit, Michigan; † 16. November 2021 in Lexington, Kentucky) war ein US-amerikanischer Politiker. Zwischen 1979 und 1993 vertrat er den Bundesstaat Kentucky im US-Repräsentantenhaus.

## Werdegang
Larry Hopkins besuchte die öffentlichen Schulen in Wingo (Kentucky). Zwischen 1951 und 1954 studierte er an der Murray State University. Danach war er von 1954 bis 1956 Soldat im United States Marine Corps. Später arbeitete er als Börsenmakler für die Firma Hilliard & Lyons, Inc. Im Jahr 1969 wurde Hopkins Verwaltungsangestellter im Fayette County. Er schloss sich der Republikanischen Partei an. Von 1972 bis 1976 war er Abgeordneter im Repräsentantenhaus von Kentucky; zwischen 1976 und 1978 gehörte er dem Staatssenat an.
Bei den Kongresswahlen des Jahres 1978 wurde Hopkins im sechsten Wahlbezirk von Kentucky in das US-Repräsentantenhaus in Washington, D.C. gewählt, wo er am 3. Januar 1979 die Nachfolge von John B. Breckinridge antrat. Nach sechs Wiederwahlen konnte er bis zum 3. Januar 1993 sieben zusammenhängende Legislaturperioden im Kongress absolvieren. 1991 bewarb sich Hopkins erfolglos um das Amt des Gouverneurs von Kentucky. Bei den Kongresswahlen des Jahres 1992 verzichtete er auf eine weitere Kandidatur. Später arbeitete er als Abteilungsleiter im Bundeslandwirtschaftsministerium.
Larry Hopkins lebte zuletzt in Lexington. Sein Sohn ist der Schauspieler Josh Hopkins.